# Armand Point
 (mars 2021).
Armand Point, né à Alger le 23 mars 1861 et mort à Naples le 6 février 1932, est un peintre et graveur français.
Il est le chef de file d'une communauté d'artistes qu'il a fondée à Marlotte, le logis de Haute-Claire, qui s'inscrit dans la lignée du mouvement symboliste.

## Biographie
Armand Point est le fils de François Victor Point (né en 1835), plâtrier d'origine bourguignonne et de son épouse Caroline Amélie Mestas (née en 1838), modiste d'origine espagnole. Il est orphelin de père à six ans et de mère à sept ans, à la suite des épidémies successives de choléra et de typhus. Sa tante maternelle Mme Mestas va alors l'élever. Arrivé à Paris, il entre en classe de 9e du collège Rollin en avril 1870. Il suit les cours de dessins de Auguste Clément Herst (1825-vers 1888), également professeur des filles de Théophile Gautier[réf. nécessaire]. Armand Point commence par peindre des tableaux d'une esthétique naturaliste, puis en 1877, il quitte le collège et gagne l'Algérie pour dessiner les paysages de sa terre natale. Durant la période de son séjour en Algérie, il est mobilisé pour faire la campagne de pacification de la Tunisie. Séduit par l'Afrique du Nord, il peint des sujets de genre orientaliste[réf. nécessaire].
Il rentre en 1888 à Paris, où il est déjà connu pour ses œuvres naturalistes envoyées au Salon dès 1882. En 1890, il fait la rencontre dans la forêt de Samois d'Élémir Bourges (1852-1925), un poète féru d'art avec lequel il restera lié d'amitié jusqu'à la mort de ce dernier[réf. nécessaire]. À cette époque s'éveille en lui le désir et la passion de posséder toutes les techniques pour élaborer son projet de marier l'art et la poésie. Durant ces années, son élève Hélène Linder (1867-1955) devient sa maîtresse[réf. nécessaire].
Le thème de la Femme devient le sujet majeur des toiles qu'il expose au Salon des artistes français à partir de 1889.
En 1890, il s'installe à Marlotte dans la forêt de Fontainebleau.
En mai 1893, il obtient une bourse de voyage et part en Italie avec sa compagne Hélène Linder, à l'esprit artistique et ouvert qui marque profondément l'artiste. Il se ressource parmi les primitifs italiens et prône désormais un art sous les auspices de la tradition. Ayant reconstitué un procédé de peinture à l'œuf, il allie cette technique savante à son inspiration symboliste.
S'inspirant des anciens, il constitue en 1896 à Marlotte une colonie d'artistes active jusqu'en 1903, où se mêlent peintres, sculpteurs, doreurs, émailleurs et orfèvres qui créent avec des techniques retrouvées, tapisseries, bijoux et objets d'art. Ce cénacle intellectuel baptisé logis de Haute-Claire devient un haut-lieu du symbolisme que visitent Odilon Redon, Oscar Wilde, Élémir Bourges, Stéphane Mallarmé, Stuart Merril ou encore le diplomate Philippe Berthelot, dans une atmosphère studieuse que Paul Fort qualifiera dans ses mémoires de « cour d'amour ». Peu reconnu par les critiques, jugé passéiste et accusé de pastiche, Point éprouve pour le Moyen Âge et la Renaissance la même admiration qu'Edward Burne-Jones et les préraphaélites. Pour lui, le moyen de lutter pour l'Idéal passe par le renouveau des valeurs ancestrales.
Son inspiration évolue progressivement vers une note idéaliste et Joséphin Peladan l'invite au Salon de la Rose-Croix esthétique dont il fera l'affiche avec Léonard Sarluis en mars 1896[réf. nécessaire].
Son ami le peintre Mario Pérouse (1880-1958) lui fait découvrir l'École de Murol, lieu ou il vient peindre tous les hivers en 1919, 1921, 1923 et 1924, produisant des œuvres absolument différentes de ses précédents tableaux[réf. nécessaire].
Il est le père de Victor Point (1902-1932), enseigne de vaisseau, héros de la Croisière Jaune qu'il dirigea pour Citroën en 1931, avant de se suicider par dépit amoureux l'année du décès de son père en 1932 qui, mort à Naples, souhaitait être inhumé à Bourron-Marlotte.

## Œuvres répertoriées

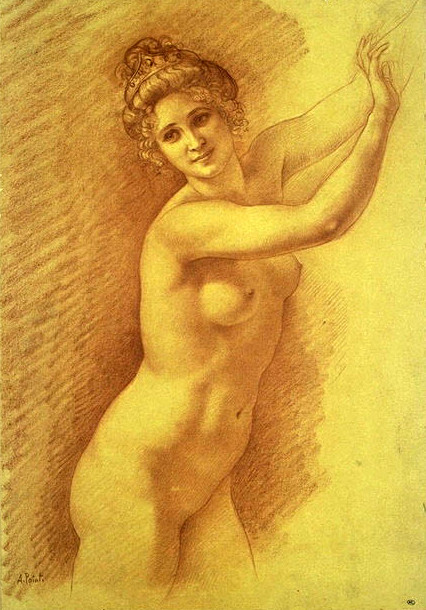
Nu féminin (date inconnue)
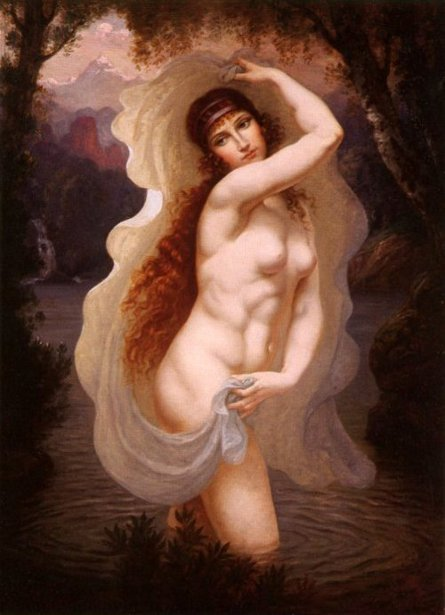
Nu féminin (date inconnue)
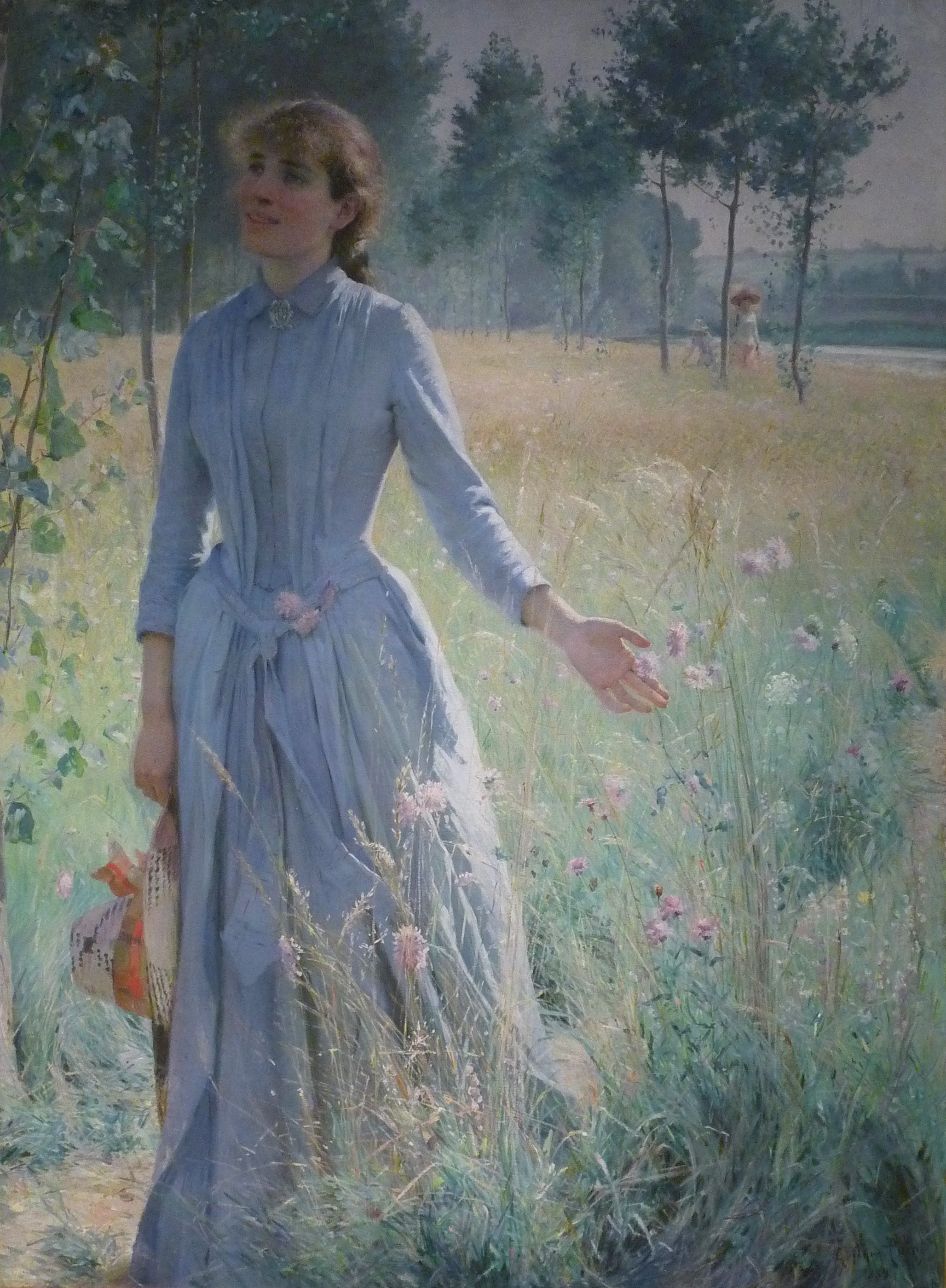
La Joie des choses (1884), musée des Beaux-Arts de Nancy.
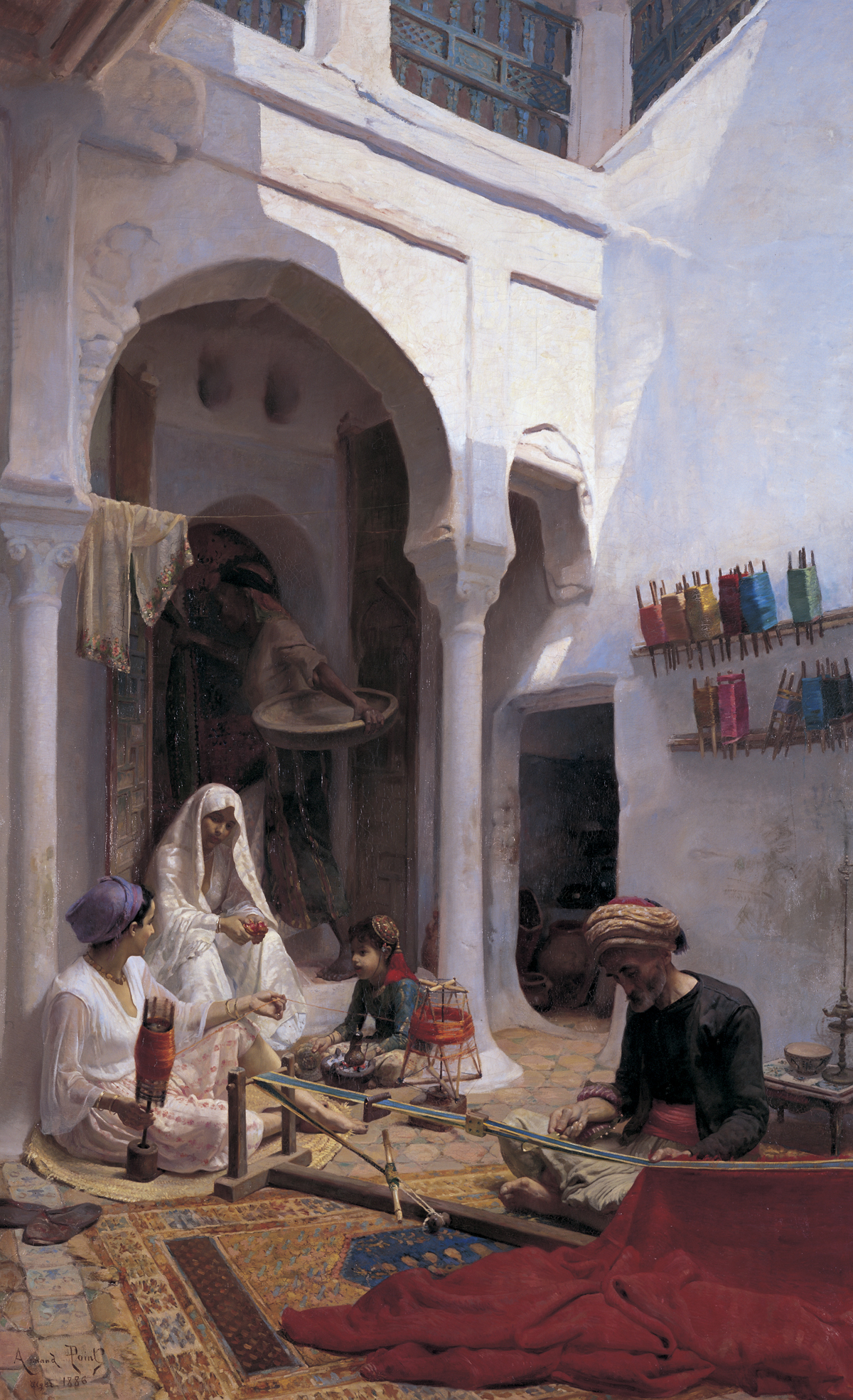
Tisserand arabe (1886), Bradford, Cartwright Hall (en).
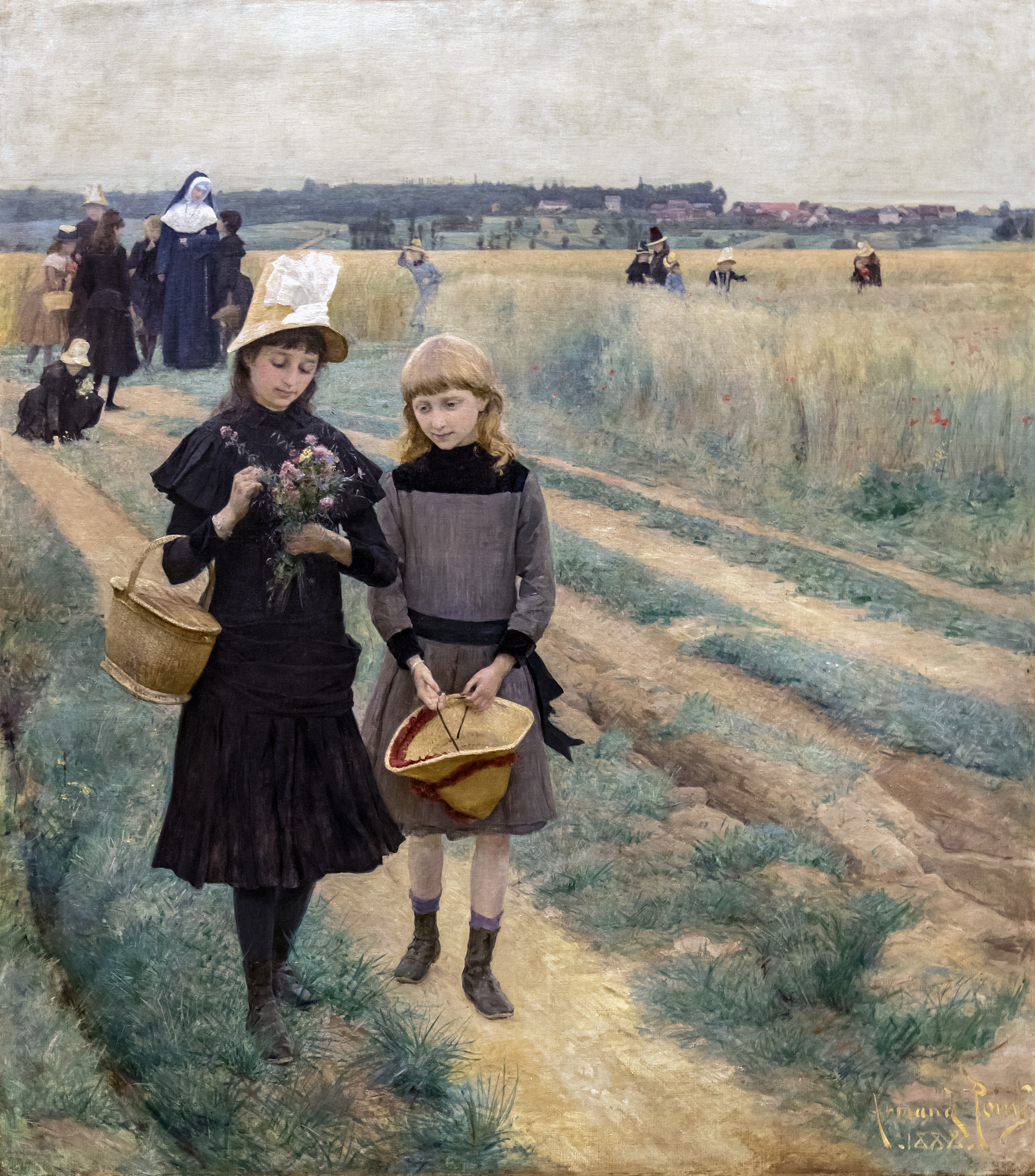
La Promenade du jeudi dans les champs (1888), musée des Augustins de Toulouse.
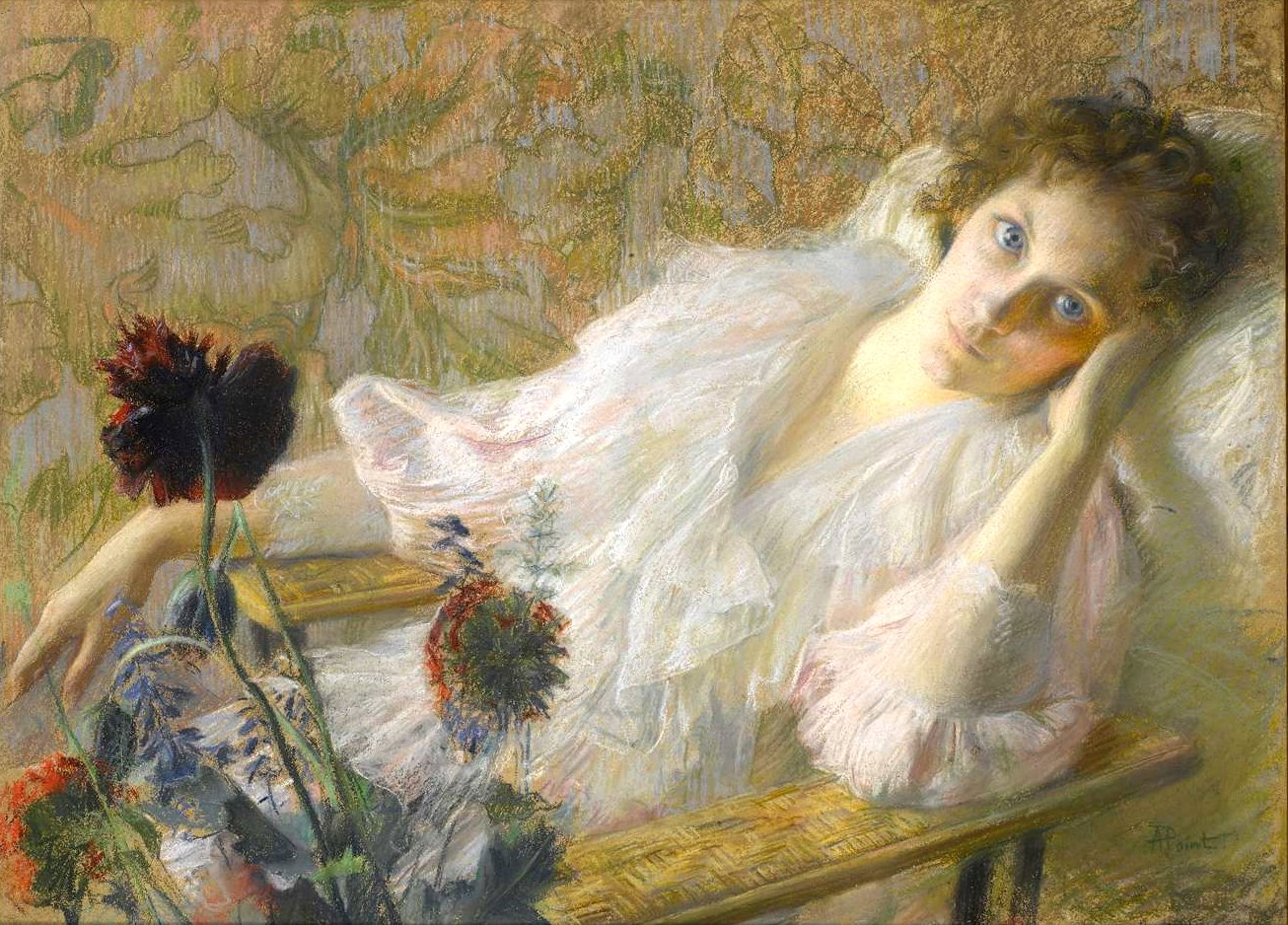
Âme d'automne (vers 1890)
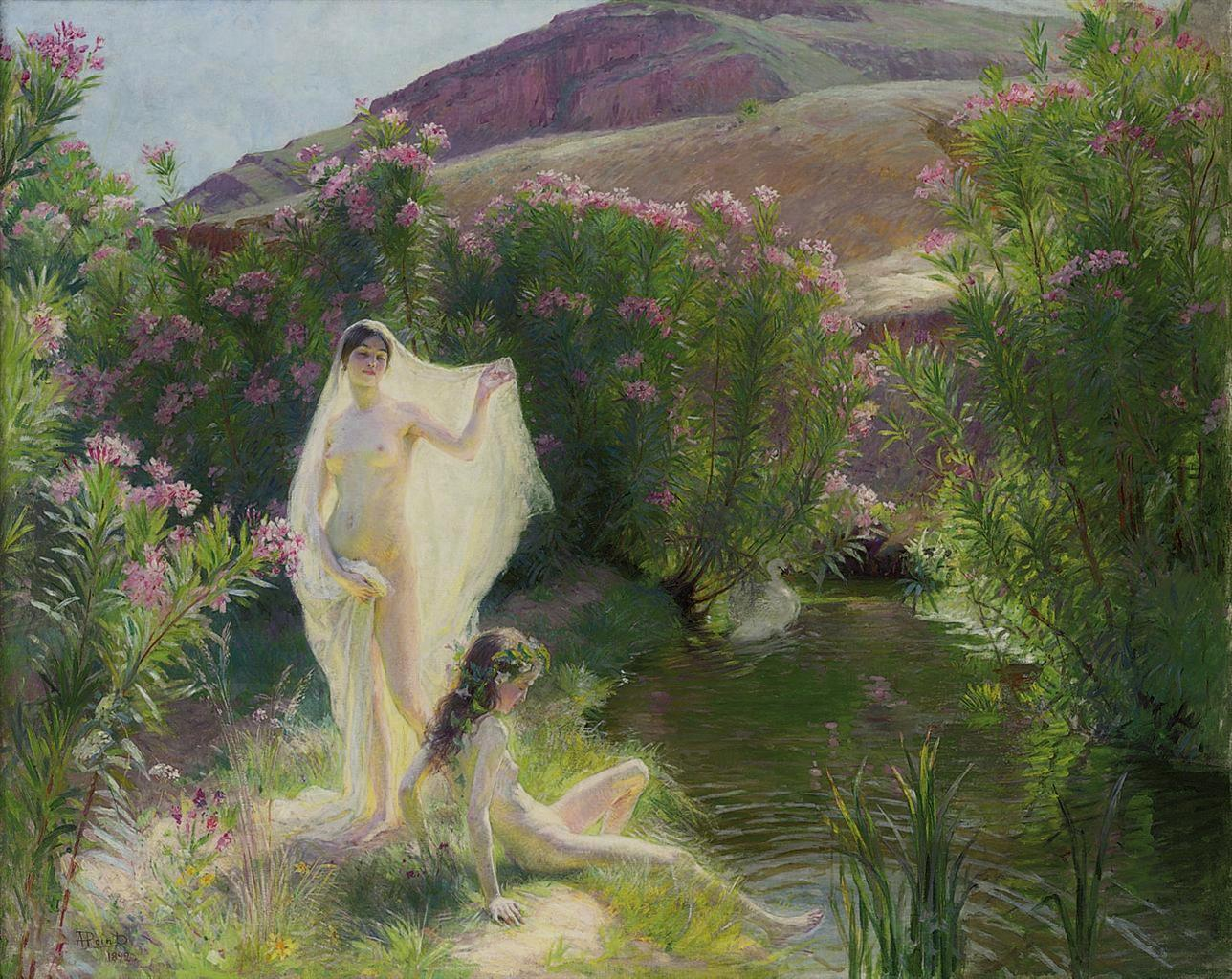
Les baigneuses (1892)
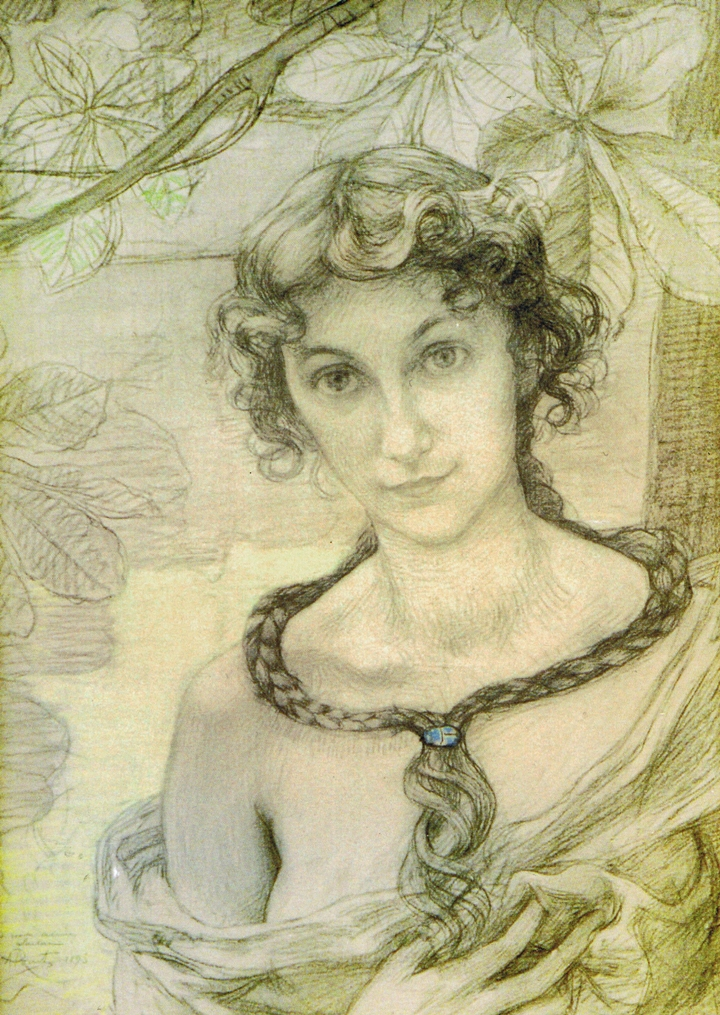
Portrait d'Hélène Linder, dessin (1893)
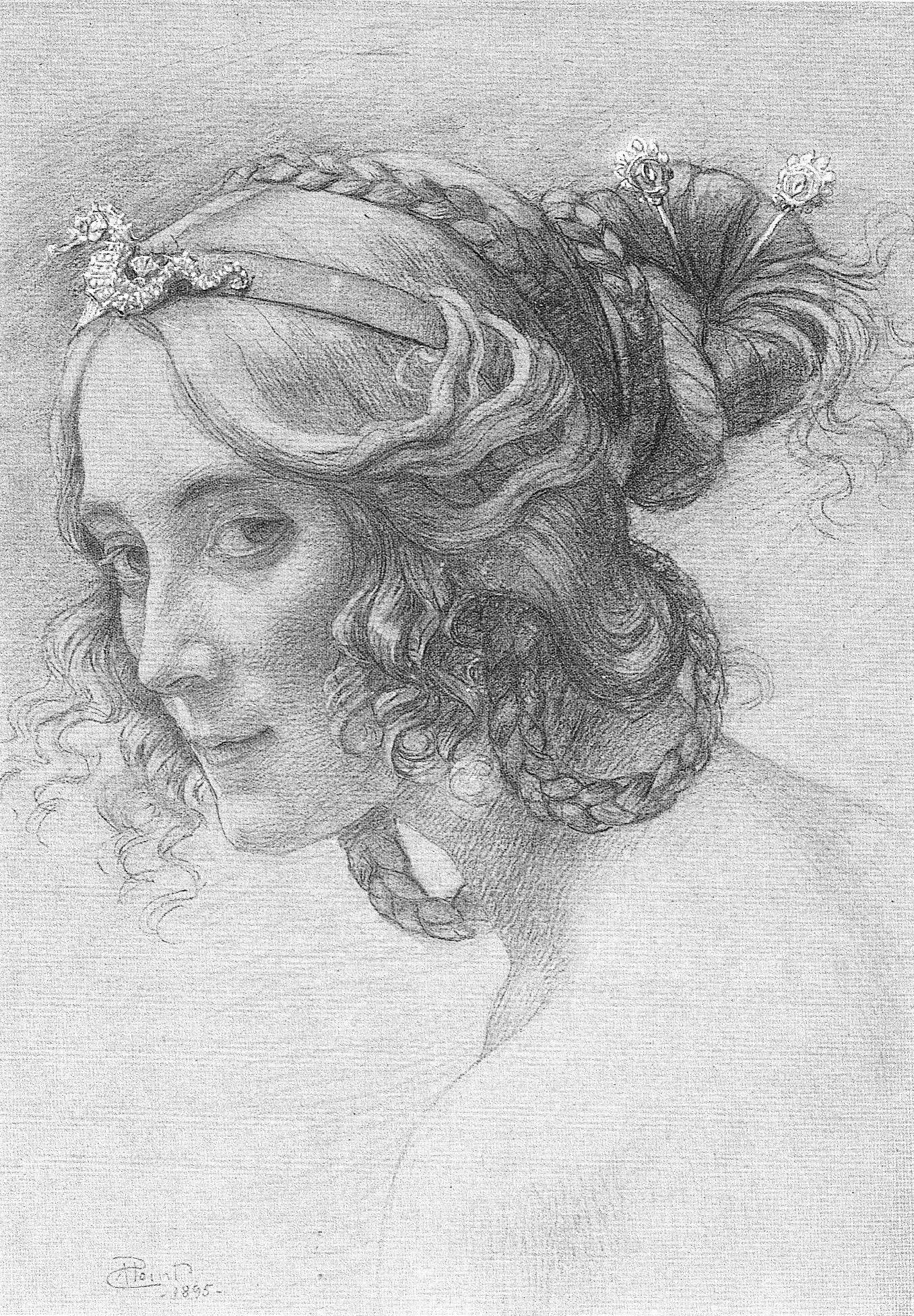
Portrait de madame Berthelot, dessin (1895)
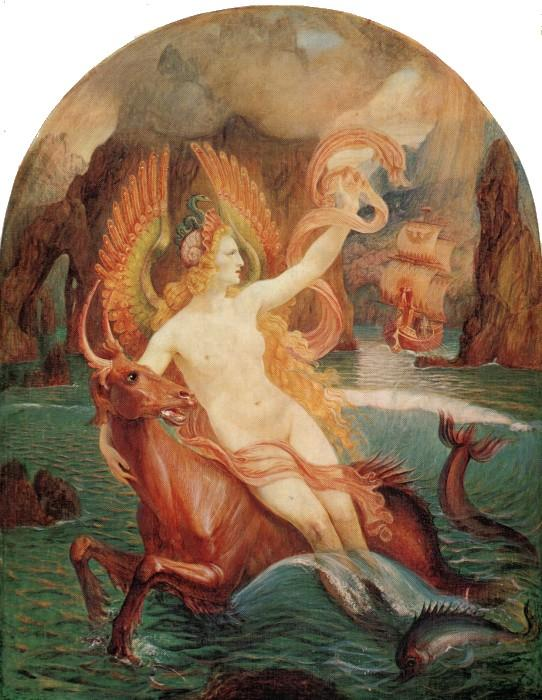
La sirène (1897)
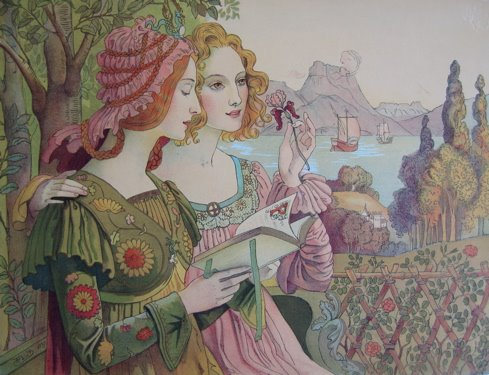
La Légende dorée (1897), lithographie.
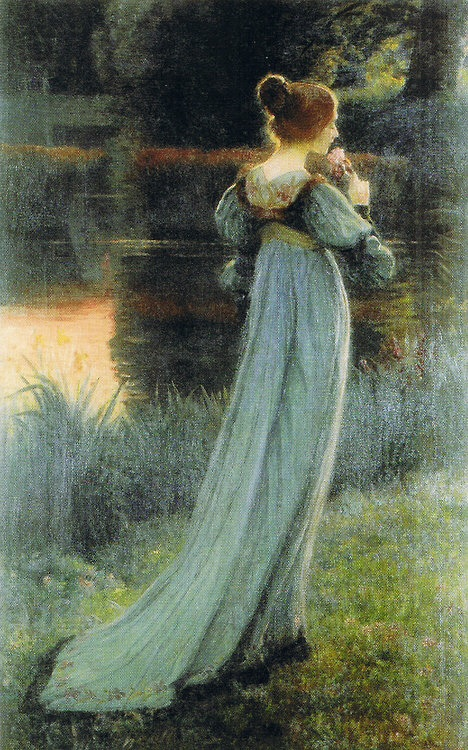
Colore ton âme (vers 1900)
Une muse (1903), peinture à la cire, (galerie Thiel)
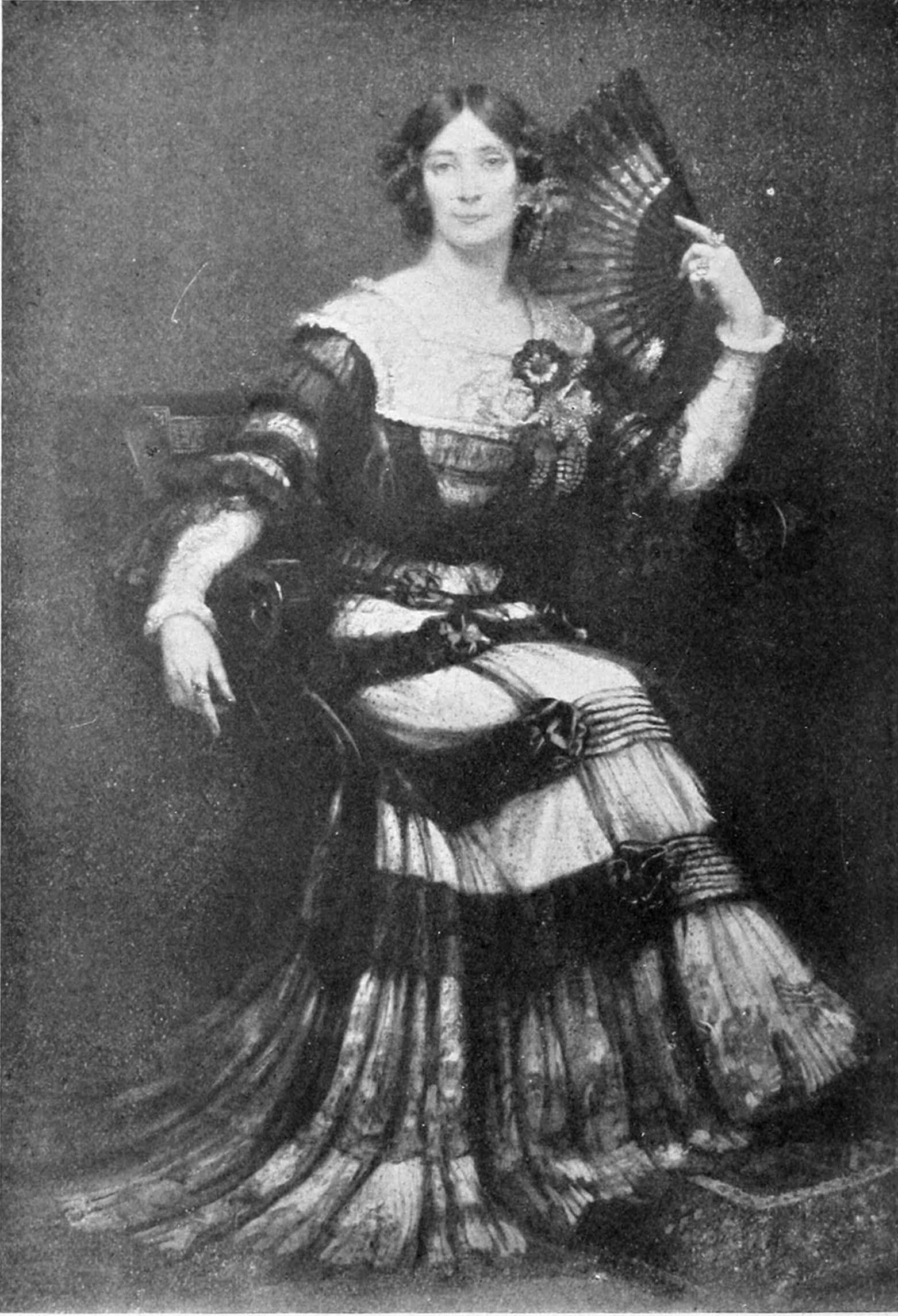
La dame à l'éventail (1907)
Portail musical (1907), galerie Thiel
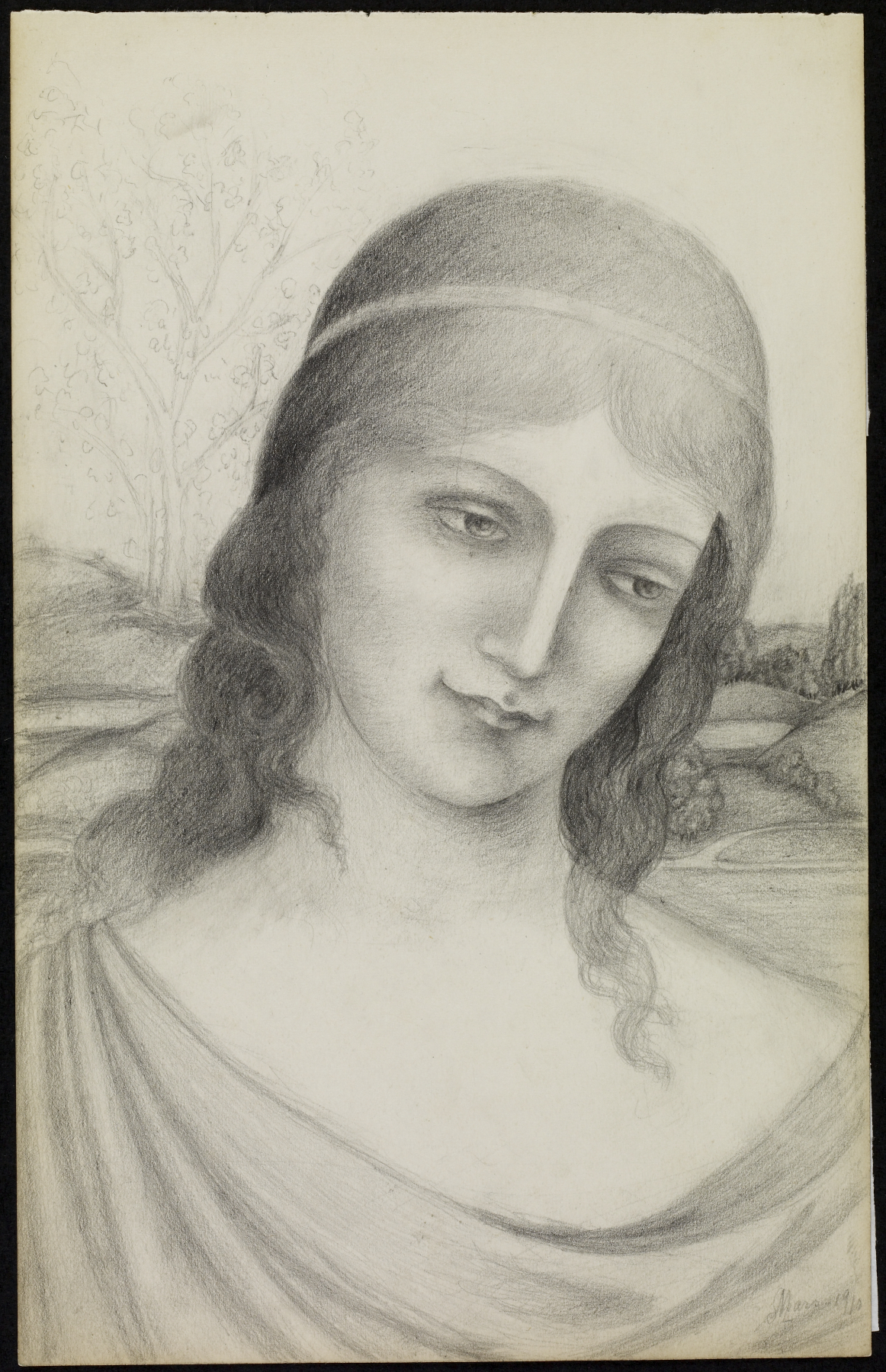
Buste de jeune fille dans un paysage (1910), Baltimore, Walters Art Museum.

### Collections publiques
- Bourron-Marlotte, musée-mairie : La Fille aux liserons, pastel, 116 × 71 cm.
- Gray, musée Baron-Martin : Portrait de M. Ed. Pigalle, huile sur bois, 31 × 20 cm.
- Musée des peintres de l'École de Murol à Murol :
- Paris, musée d'Orsay :
  - Avril, 1895, plâtre peint à fresque, 192 × 78 cm[10] ;
  - Coffret aux serpents, 1897-1899, atelier de Haute-Claire ;
  - Coffret d'Ophélie, 1902-1903, atelier de Haute-Claire.
- Toulouse, musée des Augustins : La Promenade du jeudi dans les champs, 1888.

### Estampes
Estampes notables selon Beraldi :
- Bourriquets sur la plage, près d'Alger
- Chameau traversant un gué
- Mulet tournant une noria
- Petit âne algérien
- Zouave en campagne
- Veilleur d'un mort
- Halte de mulets
- Cavalier poursuivant une gazelle
- Troupeau de mouton au coucher du soleil
- Mauresque respirant une fleur
- Kabyle descendant la montagne
- Portrait de Georges Damdt.

## Salons et expositions
- Salon des artistes français de 1882 : En Tunisie, campagne de 1881, huile sur toile, acquise par l'État en 1884 (peinture visible au musée municipal de Louhans[12]).
- Paris, galerie Georges Petit, du 1er au 22 avril 1899, catalogue d'exposition.

## Élèves et collaborateurs
- Borghild Arnesen (1872-1950), peintre et orfèvre norvégienne, élève en 1899.
- Albert Boué, céramiste.
- Élémir Bourges, bibliothécaire et archivistes du Logis de Haute-Claire.
- Jeanne de Brouckère, artisane en cuivre repoussé.
- Louis De Angelis (né à Rome en 1880), artisan bijoutier.
- Numa Gillet, peintre, céramiste, architecte, émailleur, s'occupe du procédé de fresque-cérame.
- Alice Holback, artisane en cuivre repoussé.
- Hélène Linder, brodeuse.
- Maximilien Luce, peintre, actif au logis de Haute-Claire de 1898 à 1902.
- Félix Malleval, peintre sur faïence de la faïencerie Boué et Petit, sertissait les bijoux et surveillait les fours.
- Stuart Merrill, poète, apporte un soutien financier et s'occupe de l'impression des ouvrages d'art.
- Alphonse Petit, céramiste.
- Pio Petri (né en 1871), artisan bijoutier italien, s'occupe du montage des pièces en 1911.
- Léonard Sarluis, peintre[13].
- Robert Yan, élève[Quoi ?].
- Charles Virion, sculpteur, médailleur, peintre, céramiste.